# Хехе
Хехе (уахехе) (на английски: hehe; на суахили: wahehe, kihehe) е етническа група в Танзания, принадлежаща към народите банту, концентрирана главно в планинските земи в южната част на страната и регион Иринга. Земите, които обитават носят името Ухехе. Това е една от най-големите етнически групи в страната, която успява да се противопоставя на немската колонизация в продължение на години. През 2006 г. наброяват 805 000 души, а по други данни достигат до 1 236 000 души. Представляват група от племена със сходни език и култура, обединени в средата на 19 век в единна система под управлението на Мунигумба, глава на фамилията Муинга. Научават и приемат военната организация и тактика от племената нгони, които са клон на зулуския етнос и я прилагат изключително успешно. Стават доминираща военна сила в района на южна Танзания. Под водачеството на Мунигумба и по-късно на сина му Мкуауа, хехе постигат сериозно разширение на териториите си. Покорени са от немските колонизатори през 1898 г. след 7 години ожесточена борба, завършила със самоубийството на вожда им Мкуауа.

## Език
Езикът хехе (икихехе, кихехе) се говори от около 850 000 души и принадлежи към групата на езиците банту. Най-голямо сходство показва със следните езици: 65% с бена, 59% с пангуа, 56% със сангу, 50% с кинга, 48% с vwanji. Понякога езиците хехе и бена се приемат като диалектни един на друг. Могат да бъдат разграничени и регионални диалекти на езика хехе въз основа на фонетични и лексикални различия. До средата на 19 век хехе не са обединени политически, а след това най-широко разпространение придобива диалектът, говорен в Каленга, главното селище на племената. Подобно на бена и някои други езици на етнически групи от планинските земи на Танзания езикът хехе е с намалена система от 5 гласни с отличителна дължина.

## Местообитаване
Етническата група хехе обитава регион Иринга и южните планински земи на Танзания. Окръг Муфинди е населен изцяло с тази народностна група. Цялата територия, населявана от племената, носи името Ухехе. Това са планински земи с умерен климат, достатъчно валежи и относително плодородни почви. Оттук минават търговски пътища, свързващи Замбия с Индийския океан и Мозамбик с Кения през Танзания. Северната граница на Ухехе минава по река Руаха на надморска височина около 750 m. На юг територията се издига с повишение от още 1800 m, преминава в планински земи, минава през стръмните склонове на Киломберо-Удзунгва и достига южната граница на Танзания.

## Религия
Религията на хехе е фокусирана, както при много други африкански народи, върху култа към предшествениците. Духовете на мъртвите са изключително важни в делата на живите. Широко разпространени са молитвите за помощ и съвет към предците, които включват плюене на вода или извършване на възлияния.
Пренебрегването на правилното третиране на починал човек или ритуалите при погребение може да доведе до заболявания, нещастия или дори смърт. Целта на повечето церемонии е да се помогне на мъртвите да напуснат света на живите. Често малки горички заобикалят местата за погребения и се превръщат в център за традиционното предлагане на вода и овесена каша, както и за провеждане на ежегодните ритуали, съпроводени от пушене, биене на барабани и пеене. За някои мъже от кралско потекло и възрастни старейшини се смята, че имат дарбата да предизвикват дъжд. В горичките край гробовете на предците те все още изпълняват ритуали за гарантиране на дъжд.
Съществува концепция за Бог-създател, но той проявява твърде слаб интерес към ежедневните дела на хората. Не е съвсем ясно дали тази вяра не е дошла от ранно-християнските и мюсюлмански мисионери. Чародеи служат като диагностици, и препращат болните към билкари и магьосници, за да получат подходящо лечение. Маговете могат да бъдат добри или зли, но по принцип са смятани за опасни. За вещиците се смята, че наследяват способностите си, но трябва да извършат някакво зло, за да ги активизират и повишат качеството им. Успоредно с това християнските и мюсюлмански духовници получават уважение и играят ръководна роля в живота на хехе.
След пристигането на арабите и по-късно на европейците, част от населението променя религията си и приема исляма или християнството. След появата на европейците започва тиха битка между различните религиозни представители за спечелване на привърженици. Между 1908 и 1910 г. в областта се провежда т.нар. „Писмена афера Мека“. Между населението се разпространява серия от писма, написани уж в Мека, според които краят на света наближава, отправят се призиви за мюсюлманско възраждане и се изисква да се спрат всякакви контакти с неверници. Писмата оказват сериозно влияние върху местното население.
Най-разпространената религия сред хехе е християнството, изповядвано от 63,7% от етническата група. Преобладаваща е принадлежността към Римокатолическата църква, а малка част са евангелисти.

## Ранна история
Най-ранната история на племената е неизвестна и развитието им може да бъде проследено едва от началото на 19 век. В началото на 1830-те години, земите на хехе се намират на пътя на търговските пътища от Индийския океан към вътрешността на Африканския континент. Оттук произлиза и прякото засягане на населението на Ухехе от търговията на арабите с роби. Много от хората са откарани към Източния бряг и продадени в робство. Тази опасност довежда до повишено желание за обединение и търсене на централизирано управление на племената. Нападенията на нгоните, нахлуващи от Мозамбик, ускоряват допълнително това обединение и създаването на единна власт. От началото на 1840 г. се наблюдава зараждане на такъв тип управление, централизирано около укрепеното селище Каленга.
Преди 1860 г. настоящите територии на хехе са били обитавани от поне 15 племена с различни наименования, сходен език и културни традиции. Между 1860 и 1894 година племената са обединени от двама много силни и уважавани вождове и едва след това обединение се приема днешното название на етническата група хехе. Предполага се, че то произлиза от бойния им вик.

### Мунигумба и неговото наследство
Единият от тези вождове е Мунигумба, глава на фамилията Муинга, който прави първите стъпки за съюзяване на племената. Той изиграва сериозна роля в създаването на империята на хехе и успява да обедини повече от 100 клана в едно политически централизирано общество. Умира в Лунгемба, където е седалището му, през 1879 г. и е погребан под едно високо 100-годишно дърво, а гробът му е място за поклонение на хехе в наши дни.
Според разкази на хехе, за наследяването на властта след смъртта си, Мунигумба оставя два варианта. Според традиционния трябва да бъде наследен от по-младия си брат Мухалуике, а вторият предвижда водачеството на племената да бъде поделено между двамата му сина Мухенга и Мкуауа. Плановете му обаче са провалени от зет му Муамубамбе, подчинен владетел от племето нямнези, женен за една от дъщерите му. Скоро след смъртта на Мунигумба той узурпира престола, като убива брат му и сина му Мухенга. Единственият останал законен наследник Мкуауа, едва 24-годишен, успява да избяга, а майка му, заплашена от узурпатора, се хвърля от естествения мост на река Руаха в местността Киконгома и се удавя. Хехе не се чувстват добре под владичеството на Муамубамбе и много от тях се присъединяват към прогонения в изгнание Мкуауа. В разказите на племената за миналото узурпаторът се споменава само като злодей.
По-късно, някъде между 1979 и 1981 г. Мкуауа организира бунт и с помощта на много от во̀йните на хехе напада Муамубамбе. Битката се състои в местността Лундаматуе, чието наименование означава „Мястото, където са струпани много глави“. Тук узурпаторът губи около 1000 мъже, свален е от власт и е убит в момент, когато бяга от бойното поле. След тази победа Мкуауа провежда военна кампания по местата, където са водени битки под ръководството на сваления владетел. Те следват една след друга с голям успех за новия вожд. Мкуауа установява столицата си в град Каленга, на 15 km западно от днешния град Иринга.

### Възход
В средата на 19 век в Танганика съществува хаос. Причините са няколко. Първо арабските търговци на роби нарушават баланса на силите на различните кланове и племена, отвличайки голяма част от мъжете во̀йни. От друга страна инвазията на милитаристично настроените нгони от юг предизвиква почти масова миграция. Неустановеното състояние на много територии е използвано от някои вождове да разширят земите си. Такъв е вождът на нямуези Мирамбо, който успява да основе самостоятелно кралство. Друг водач, който излиза триумфално от създадената ситуация е вождът на хехе Мтуа Мкуауа Муамника (Mtwa Mkwawa Mwamnyika), чието име означава „Завоевател на много земи“. Известен е повече със съкратеното име Мкуауа. Той успява да обедини със сила или дипломация нови над 100 клана и малки племенни групи. Създава силна военна организация, която осигурява мощта на хехе и му дава възможност да отстои на набезите на непреклонните масаи и да ги разпръсне. Успява също да прекъсне арабския контрол върху търговията с роби и слонова кост на негова територия. Хехе за дълго време поемат контрола върху търговията със слонова кост в района.
Преди това съществуват дребни миграционни потоци от и към Ухехе, докато в началото на 19 век се засилва миграцията към земите на хехе, особено от високопланинските територии Удзунгва, обявени днес за национален парк. Пикът на тези миграционни процеси попада в периода 1875 – 1900 г. През 1885 г., Ухехе е обявена за част от Танганика.
През втората половина на 19 век битките, които водят хехе са много успешни и те значително увеличават земите си. Като резултат от това много жени и деца от завзетите територии остават при хехе, където отношението към тях е както към хората от собственото племе и са лесно и бързо асимилирани. Много от тези жени се омъжват за мъже от племената и стават част от семействата им заедно с децата си.

## Германска колонизация
След колонизирането на крайбрежието на Танганика немците навлизат навътре в страната по време, когато вождът на хехе Мкуауа разширява своите владения на изток, а властта му обхваща огромни територии. Двете страни се опитват да постигнат споразумение чрез дипломатически преговори, които завършват с неуспех. Делегатите, изпратени от Мкуауа при германците са заклани и това слага начало на дългогодишната съпротива на хехе срещу окупаторите. Отпорът, който дават тези племена на германските нашественици е едно от важните събития в историята на Танзания.
През 1890 г. в Ухехе немците построяват град Иринга като укрепено селище, за да се предпазят от нападенията на хехе. На един от хълмовете край него се намира огромната гранитна скала Гангилонга, чието име на езика на племената хехе означава „Говорещият камък“. Тук, след пропадането на преговорите с германците, вождът Мкуауа събира ръководителите на всички племенни групи за да организира съпротивата срещу германците. Сега тази скала е място на поклонение за хехе и е много посещавана от туристите.
На 1 април 1891 г. германското правителство поема прекия контрол върху Ухехе, земите на племената хехе, които официално са присъединени към Германска Източна Африка. Във всички заети територии новите господари започват да прилагат властта си чрез разгръщане на терор. Безброй африканци, които са приети за виновни заради съпротива са убити без процес, или са предадени на палача след осъдителна присъда. Около 4 месеца след завземането на Ухехе телеграма от Занзибар информира немците, че организирани сили на хехе се насочват към експедиционния корпус на фон Зелевски в Иринга.

### Битката при Лугало
На 17 август 1891 година, след като немският гарнизон се установява в Иринга, се състои кръвопролитна битка. При хълма Лугало, източно от града, германците попадат на засада, организирана от 3000 во̀йни на хехе, начело с Мкуауа и претърпяват тежко поражение. Убити са почти всички войници и командирът на гарнизона лейтенант Емил фон Зелевски. Успяват да избягат само двама офицери и около 15-ина войника. Хехе пленяват много немски оръжия и амуниции и така се въоръжават за следващи битки. Сраженията между племената и германците продължават 3 години с променлив успех.

### Битката при Каленга
През 1891 г. край град Каленга, където е домът на Мкуауа и военната база на племената, хехе издигат палисада, защитна стена с дължина 13 km и височина 4 m. Строежът ѝ започва през 1887 г., още когато Мкуауа научава за немската експанзия по крайбрежието, и продължава 4 години. Хехе имат само няколко пушки и се бият с копия, лъкове и стрели. Германците успяват да се реорганизират и през октомври 1894 г. са готови за нови битки.
Достигат до един от хълмовете край Каленга и в продължение на два дни бомбардират селището. Сега на този хълм се намира село с името Тосамаганга, което означава „Хвърляне на камъни“. На 30 октомври 1894 г. немците, начело с офицера от английски произход Томас фон Принс, щурмуват Каленга и го завземат. Малко преди това Мкуауа натоварва 400 носача със слонова кост, която е изнесена от зоната на бойните действия. След завземането на Каленга, германците намират голямо количество амуниции, с които изравняват града със земята.
В тази битка немците залавят не по-малко от 1500 жени и деца, стотици пушки и пистолети, както и над 2000 глави едър рогат добитък и 5000 кози и овце. Следващата им крачка е да разделят Ухехе на две „царства“ и да поставят всяко от тях под ръководството на двама от опонентите на Мкуауа.

### Краят на Мкуауа
Мкуауа успява да избяга от Каленга и от горите около Иринга води четири годишна партизанска война с различен успех. Во̀йните на хехе са поддържани и пряко подпомагани от цялото население в града и околността. През 1898 г. немският регионален управител предлага внушителна парична награда за главата на Мкуауа, но нито един хехе не е съблазнен от голямата сума.
На 19 юни 1898 г. в местността Мламбаласи, близо до гр. Иринга, вождът, заедно с един бодигард, е обграден от немците. Тъй като е невъзможно да се отбранява и осъзнава, че ще бъде пленен, Мкуауа запалва голям огън, застрелва бодигарда си, а след това и себе си. Прави го така, че тялото му да падне в огъня, за да попречи на германците да го пленят дори след смъртта. Немците, пристигайки на мястото, произвеждат още един изстрел в главата му. След това я отрязват от обгорялото тяло и първо я излагат в къщата на фон Принс, а по-късно я изпращат в Берлин. Обезглавените останки са предадени на семейството му и са погребани в Мламбаласи, на лобното му място. По късно черепът му е преместен в Бременския антропологичен музей, където остава до 1954 г. Тогава е върнат обратно в Танганика и предаден на внука му Адам Сапи, който по-късно става първият говорител на свободна Танганика. Сега черепът се намира в малък музей, изграден край възстановеното село Каленга.
Смъртта на Мкуауа слага край на империята на хехе и продължителната съпротива срещу германските окупатори, които започват да изграждат своята колония Източна Африка. Те разделят Ухехе на сектори и провеждат систематично прочистване на района. Всички храни и водни източници са унищожени, оцелелите старейшини и мъже са убити, а жените и децата са отведени под стража за да работят като наложници или в селското стопанство. Всеки, който не показва вярност към немските власти е наказван със смърт. Но мирът е краткотраен. Седем години по-късно избухва въстанието Маджи-Маджи, което отнема две години на германците да го потушат.

### Въстанието Маджи-Маджи
В началото на 1920 г. британските колониални власти твърдят в официалните си документи, че планинските райони в югозападната част на днешна Танзания са недостатъчно използвани, слабо заселени и препоръчват да бъдат заети от европейски заселници. Тези документи показват, че има специфични исторически причини за почти пълната липса на население в тази част на страната. Причината са поредиците войни, които характеризират немската колониална политика, опустошават района между 1890 и 1918 г. и унищожава както племената, така и местната икономика. Важно място в тази поредица заема въстанието Маджи-Маджи, протекло между 1905 и 1907 г.
Въстанието е предизвикано от начина, по който германците управляват колонията. Те осъществяват правомощията си с пренебрежение, жестокост и незачитане на съществуващите местни структури и традициите на племената. През 1902 г. в други райони на Танганика налагат принудителен труд за отглеждане на обширни памучни насаждения, който местното население не приема. Това става повода за избухване на въстанието. То бързо обхваща почти цялата територия на страната, като към него се включват и част от хехе.
През ноември 1905 г. Втора полска рота под командването на лейтенант Нигман излиза от Иринга и напада и разпръсва хехе, които участват макар и не много дейно, в Маджи-Маджи. Войската се изхранва с продукти, реквизирани от населението в планинските земи, което е оставено почти без храна. Предприети са и административни мерки за да не се допусне хехе да вземат активно участие в бунта. През 1907 г. въстанието в страната е потушено с голяма жестокост и много африканци губят живота си.

### Последици от въстанието
В края на въстанието областта Ухехе е почти обезлюдена, наблюдава се сериозен недостиг на работна ръка и почти няма кой да обработва селскостопанските насаждения. Част от останалото население мигрира към градовете и започва работа на заплата там. Според изследванията на Вернер Бирман през 1913 г. 1/4 от възрастното мъжко население на района заминава и се установява по крайбрежието и в градовете като наети работници. Това допълнително разрушава баланса на работната ръка и структурата на селското население.
Експлоатацията на труда на хехе от страна на немските колонизатори се засилва. Увеличава се данъчното облагане, намаляват се заплати, използването на принудителен труд става все по-често. Колониалното правосъдие защитава германските интереси. Между 1901 г. и 1913 г. 64 600 африканци са осъдени на телесно наказание. Провеждат се административни промени за създаване на уж про-африканско трудово законодателство и някои от злоупотребите са ограничени. Въпреки това от 1911 до 1912 г. са осъдени на бой с пръчка минимум 5944 души, 16 африканци са осъдени на смърт, 11 845 са задържани в затвора, 3518 са наказани с глоби. Преобладаващите присъди са за полагане на принудителен труд – при укриване, неподчинение и т.н.

## Първа световна война
През 1914 г. избухва Първата световна война, която засяга и германските колонии в Африка. Тя има опустошително въздействие върху жителите в източната ѝ част и особено върху югозападните райони на днешна Танзания, част от които са обитавани от хехе. В тези територии войната продължава 4 години и през техните земи преминават и двете противникови армии. Немските, британските и южноафрканските армии се оттеглят и настъпват в Ухехе минимум 4 пъти. За носачи и в двете противникови войски са мобилизирани хора от племената. Като пряк резултат от войната загиват много хехе, чийто брой не е уточнен. Селскостопанският потенциал на областта отново е силно снижен, тъй като много мъже и жени са взети в армията като аскари (наети във войската африканци) или носачи и губят живота си.
На териториите на хехе се провеждат няколко тежки сражения с променлив резултат. На 23 юли 1916 г. югозападно от град Иринга немските сили под командването на капитан фон Брауншвайг се сблъскват с британските, водени от Норти. Друга част от немската армия преминава през града и земите на хехе и завзема Лупембе. В средата на октомври през същата година Иринга е завзет от южноафрикански сили, под командването на Ван Девентер. На 25 октомври 1916 г. се водят ожесточени сражения на 19 km северно от града, отново в земите на хехе. По времето когато селскостопанските насаждения трябва да се плевят и след това през дъждовния сезон на 1916 г., хехе са ангажирани от двете противникови армии, разположени на техните територии. Хранителните продукти силно намаляват и армиите са принудени да съкратят дажбите наполовина. Атаките между военните сили стават невъзможни заради проливните дъждове и се налага бойните действия да изчакат, а това съвсем намалява хранителните припаси на населението.
Африканските войници дават тежки жертви не толкова във военните сблъсъци, колкото заради различни заболявания. Д-р Хорас Филп, медицински директор на правителството по време на войната твърди, че всеки месец са умирали по около 400 души само от носачите – някои в болници, други по пътищата или достигайки до дома. Счита се, че най-малко 1,5 милиона африканци работят като носачи на територията на Танганика по време на войната. Това са млади мъже и жени в разцвета на силите си, които са отнети като производствен капацитет, често с катастрофални резултати за родните им общности. Дезертьорите, завърнали се по родните места и инвалидизираните мъже неволно разпространяват тези болести сред общностите, които ги приемат. Дезертьори са и част от хората, които са оцелели след заболяване от едра шарка (вариола) във военните лагери и върху които са тествани ваксини, създадени от немски лекари срещу това заболяване. Цялата територия на хехе е обхваната от дизентерия, тропическа треска и други протозойни заболявания. Ширят се още заушка, грип и различни шарки, най-вече морбили. Бързото разпространение на втората вълна от испански грип през 1918 г. отнема живота на още десетки хиляди.
До 1917 г. заради продължителната война и преминаването на различни армии през земите на хехе, са разтърсени всички аспекти от икономическия и социален живот на племената. И двете воюващи сили мобилизират населението като аскари или носачи и реквизират хранителните продукти. Друга част от хехе умират от глад и болести. През същата година британците установяват контрол върху Ухехе и започват да събират данъци, включително земеделски култури, необходими за изхранването на войските, участващи в кампанията.

## Британска колонизация
След поражението на Германия през Първата световна война, през 1920 г. по-голямата част от колонията Германска Източна Африка се предава с мандат на Обществото на народите като подмандатна територия на Обединеното кралство.
Непосредствено след войната, през 1919 г., смъртността в Иринга и югоизточната част на страната нараства до 3%. Главният медицински директор съобщава, че грипната епидемия от 1918 – 1919 г. е засегнала половината от населението на Танганика и е причинили повече от 50 000 смъртни случая в страната. Затова едни от първите решения на британската администрация в областта са насочени към облекчаване на кризата от грипната пандемия. В допълнение към високата смъртност, възстановяването след испанския грип се характеризира с умора, апатия, депресия, по-ниските температури на тялото и понижено кръвно налягане и това състояние може да продължи седмици или месеци. Всички тези фактори действат опустошително за селскостопанските общности, които отчаяно се нуждаят от работна ръка и са понесли значителни загуби на дееспособно население.
В началото на 1920-те години започва заселването на европейци в планинските земи на хехе, много от които са германци, репатрирани след Първата световна война. Британските колониални власти твърдят, че африканците не са могли да използват селскостопанския потенциал на района, с което оправдават отчуждаването на земите на племената и предаването им в ръцете на белите фермери заселници. Аргументите са, че земите трябва да бъдат взети от непродуктивните примитивни племена и да се даде достъп до тях на европейските фермери, които с модерно земеделие да донесат просперитет на региона. Британците решават, че на голяма част от земите на хехе ще се отглежда тютюн, след износа на който трябва да се получат добри печалби. От племената се очаква да се откажат от собствените си земи и да се наемат като селскостопански работници във фермите на белите заселници.
През 1925 г. британците правят административна реорганизация и издигат Адам Сапи, внук на Мкуауа, като началник или главен пълномощник на местната власт и назначават по-изтъкнати личности от хехе като помощници на началника (джумбе на суахили). Това е съобразено с традициите при народа хехе, където структурата е била подобна. Създават мрежа от съдилища, ръководени от местното население, както и местна хазна с правото да събира данъци на глава от населението.

## Бит
Тъй като земите на хехе се намират на търговските пътища от вътрешността на континента към Индийския океан, през тях минава и голяма част от търговията със слонова кост. След обединението и възхода на племената, те поемат в собствените си ръце тази търговия. В началото на колониалната ера ги описват като племена от пастири с големи разрастващи се стада, но се отбелязва, че жените се занимават със земеделска дейност, като отглеждат главно просо. Добивите от земеделските култури варират в зависимост от падналите дъждове и приложеното наторяване. Те са малки там, където дъждовете не достигат и са добри в местата с по-обилни валежи. По време на колониализма най-важната промяна е ангажирането на мъжете в земеделието. След 1930 г. царевицата става най-важна от отглежданите култури и постепенно навлизат и други типов земеделски насаждения.
Разделението на труда при племената е на полов принцип. Мъжете и момчетата са главно пастири и доячи, секат дървета и горят растителността в освободените терени. На така подготвените ниви жените засаждат боб, просо, мелят зърното и произвеждат бира.
Хехе получават знанията си за топенето и обработката на метали от племената кинга. Те развиват ковашки умения, които постепенно се разпространяват из цялата територия на Ухехе. Металолеенето и търговията с метали става главно в Убена. Леярите освен това обикновено са и дърводелци, като изработват главно дръжки за металните сечива и оръжия.
Широко се практикува и до днес тъкането на рогозки и направата на кошници и въжета. Те се изработват от жените и се продават по градските пазари. В области, където може да се намери подходяща глина се развива грънчарството, което става едно от важните производства на хехе. Днес вече керамиката е изместена от пластмасови и метални съдове.
Хехе търгуват главно със сол, която се получава в северните им територии и метали, произвеждани все още в Убена. В наши дни търговията със слонова кост е почти прекратена и хехе се занимават главно със селско стопанство с предпочитание към земеделието. Основните култури, които отглеждат са царевица, просо, картофи, зеленчуци. Отглеждат и домашни животни, главно едър рогат добитък.
За повечето хехе в наши дни семейството и кръгът от земеделски задачи са център на социалния живот. Местната и национална политика, църквата и училището са заменили стария ред, водещата ролята на мъжкия пол и дори ритуалите по инициацията на младежите. Колониализмът преобразява управлението в йерархия от бюрократични началници, администратори, съдии и събирачи на данъци. Независимото правителство на Танзания заменя тази система с изборни местни органи и национална структура с по-демократични принципи. Националното законодателство дава повече права на жените от по-старите практики.

## Обществени отношения
Племената хехе са едни от първите, които се обединяват политически под обща власт в средата на 19 век. Това се налага за да успеят да устоят на арабските търговци на роби и на нападенията на племената нгони, които често навлизат в южните територии на днешна Танзания. Постепенно стават известни като народ от много добри войни. Военната дисциплина на деветнадесети век е отразена в силен интерес към кариера в полицията и армията. Много от хехе в наше време работят като рейнджъри или водачи на групи в резервати и национални паркове.

### Наследяване
Според традициите на хехе цялата земя принадлежи на владетеля, въпреки че на практика той делигира тази власт на помощниците си джумбе. Едно от техните задължения е да разпределят земята между селяните и да свидетелстват при възникнали за нея спорове. При тази система синовете могат да очакват при брак да получат земя от баща си, като този акт изисква присъствие на свидетели и формално утвърждаване от съответния джумбе. Предаването на земята от баща на син е традиционно до средата на миналия век. Предимството на синовете е по низходяща линия на раждането им. Ако по-големият син не живее в същото селище, правото върху земята автоматично се прехвърля на следващия по възраст син. Движимото имущество, включително добитъка се наследява на същия принцип. Дъщерите, отново по низходящ ред на раждане, наследяват имота на майка си, включително селскостопанските животни, които ѝ принадлежат.
При хехе масово се практикува даването на земя под наем в присъствието на свидетели, особено към хора от други племена, за които това е шансът да обработват селскостопански площи. Тъй като добрата земя става все по-оскъдна, практиката на заемане на земи между приятели без свидетели нараства. Понякога тази процедура предизвиква сериозни спорове между техните наследници. Жените получават земя, разпределена между тях от съпруга и имат пълното право на собственост върху реколтата. Постоянните култури като плодните дървета принадлежат на лицето, което ги е засадило. Продажба на земи се случва само там, където те са били отчуждени по време на колониализма.

### Родствени връзки
Родствените връзки между хехе се характеризират с два типа – по мъжка линия (мулонго) и връзката с целия клан (луколо). Патрилинейните връзки са сравнително къси с изключение на главното родословие. Те се проявяват предимно при ритуалите за сватби и погребения, при съдебно производство или при отхвърляне на някой член на общността. Свързани са с тотемични вярвания в покровителството на някои животни и растения. В отношенията между братя и сестри съществуват определени правила. Например всеки брат има морален дълг и ангажимент към синовете на сестрите си и тези връзки в локалните групи са силно проявени.

### Семейство
Основната клетка в племенното общество е семейството. То е патриархално и в много случаи полигамно, тъй като голяма част от мъжете губят живота си в битките и балансът мъже-жени се нарушава. Затова един мъж обикновено има няколко жени. При брак се изисква заплащане, построяване на жилище и отделяне на ниви за булката. При полигамните бракове се счита за достатъчно пристрояването на допълнителна стая на новодошлата. Съжителство в продължение на дълъг период от време, дори и без плащания между родовете, се приема като форма на брак, легитимира децата като законни и създава право на наследяване.
При някои кланове от общността предпочитаните бракове са между братовчеди, но този избор все повече отмира. Макар и доста по-рядко, има случаи на сключени бракове между братя и сестри. При брак между братовчеди заплащането е по-голямо заради „намаляване на семейството“. В миналото годежите са уреждани в най-ранна детска възраст, но пристъпването към съвместно съжителство е доста забавено. Брачните партньори обикновено се избират в рамките на клана. Жените не приемат фамилията на съпрузите си, а към собственото им фамилно име се добавя представката Se, която показва, че са омъжени. Между племената са разпространени левиратът и сороратът. Левират е правото или задължението на една вдовица да се омъжи отново само за най-близък роднина на починалия, обикновено брат. Сороратът е брачен обичай, при който вдовецът има правото или задължението да се ожени за най-малката сестра на починалата, или за нейна племенница.
Бебетата се отглеждат от майките, но постепенно с порастването им грижите за тях се прехвърлят върху по-големите братя и сестри. Обикновено тези задължения се поемат от сестрите, но ако в семейството няма по-големи момичета, този ангажимент се полага на момчетата. Децата започват да посещават бабите и дядовците си в съвсем ранна възраст и между тях се изграждат специални връзки. Бабите и дядовците носят значителна отговорност за тяхното възпитание и развитие и често предават знанията и опита си чрез песни и легенди. Момчетата стават пастири на около 10-годишна възраст, но посещението на училище става все по-важно и постепенно измества традиционните задължения на децата.

### Лечебни практики
В общността на хехе съществуват много билкари с широки познания за растенията, както и техните комбинации. Използват ги за лечение на почти всички болести, включително и тези, причинени от магьосничество. Билкарите получават знания чрез чиракуване и работа в тясно сътрудничество с чародеите и при лечение на различните болести. Някои от тези лечения са почти изцяло мистични и включват биене на барабани, изпадане в транс и пеене, но билковите отвари почти винаги фигурират в третирането на болния. Най-разпространеният метод за прилагането им е поглъщането, но за изкъпване с някаква отвара се правят малки разрези по кожата, в които се втрива лекарството. В наши дни ислямските амулети са широко разпространени, инжекциите са станали популярна форма на лечение, като се използват западни лекарства, купувани от аптеките.

### Съвремие
След обявяването на независимостта на Танзания през 1961 г., всички структури, създадени от британците са унищожени. Отпадат и длъжностите началник и джумбе, въведени от тях. Постепенно племенната принадлежност губи ключовата си роля, която е играла в административната система на британското колониално господство. С цел обединение на нацията в училищата се въвежда обучение изцяло на суахили, но езикът на хехе не е забравен. Много от традициите на племената обаче постепенно губят значението си и отпадат, или са запазени само по селата. Въпреки че все още съществува, традицията за инициация на младите момчета и момичета отмира, променят се формите на брак, както и много от погребалните обичаи.

## Селища
През 19 век земите на хехе са описвани като населени с пастири, обитаващи временни жилища и местещи се заедно с едрия рогат добитък в търсене на нови места за паша. Целта на правителството през 70-те години на миналия век е да създаде компактни селища за да улесни предоставянето на услуги и да увеличи участието на населението в политическия живот. След тази инициатива видът на селищата започва да варира от струпани на едно място къщи до разпръснати ферми в зависимост от държавното планиране, подходящите терени, близостта до водни площи или пътища. Независимо от формата на изграденост всички те обикновено се наричат села. До 1990 г. централните райони почти изцяло са заети от ферми, обработвани ниви, пасища и пустеещи земи.
Старият стил на строеж на жилища е на къщи с правоъгълна форма, изградени от кал, с три или четири помещения, свързани с врати. Обикновено с нарастване на семейството къщата също расте, като се добавят още помещения от двете страни, така че цялата сграда да придобие формата на буквата U. Ако семейството е прекалено голямо, сградата постепенно се доизгражда до формата на квадрат с вътрешен двор. Към нея се пристрояват конични хамбари от плет и кал, отворена кухня, помещения за добитъка и малка къщичка за подрастващите момчета. Този тип сгради се разполагат в центъра на фермите и са пряк израз на разрастването на семейството. Ръстът на населението, икономическите промени и миграцията са довели до промени, които в наше време се отклоняват значително от този модел.

## Изкуство
Музиката е основна форма на изразяване при хехе. Пеенето, свиренето на барабани, и на струнни музикални инструменти са широко разпространени между племената. Съществуват и някакви минимални изяви в областта на керамичната декорация. Хехе са известни и със своите дървени скулптурни фигури и други изделия от дърво, подобно на етническата група нямнези. Забележителни са тоягите за ходене, които украсяват с дърворезби и с малка фигурка на върха. Други интересни и красиви произведения на тяхното изкуство са трикраките столове. Изработени са изцяло от дърво, обикновено с облегалки, но без подлакътници. Понякога облегалката е съединена със седалката, а друг път е съвсем самостоятелна част.